# Voilà c'est fini
Voilà c'est fini est une chanson de Jean-Louis Aubert parue en 1989 sur l'album Bleu Blanc Vert. C'est l'une des chansons les plus connues du répertoire solo du chanteur.

## Historique
La chanson peut être vue comme une référence à la fin du groupe Téléphone dont était membre Jean-Louis Aubert, qui considère que l'aventure est définitivement terminée et qu'il faut passer à autre chose. Les paroles font aussi allusion à une séparation amoureuse vécue par le chanteur[réf. nécessaire]. 
Symboliquement, la chanson est enregistrée en studio par Jean-Louis Aubert seulement accompagné du batteur Richard Kolinka[réf. nécessaire], lui-même ancien membre de Téléphone, qui accompagne son compère dans sa carrière solo.